# Perudina
Perudina je naselje u slovenskoj Općini Črnomelju. Perudina se nalazi u pokrajini Dolenjskoj i statističkoj regiji Jugoistočnoj Sloveniji. Perudina je zavičaj znanoga kajkavskog pisca Jurja Maljavca.

## Stanovništvo
Prema popisu stanovništva iz 2002. godine naselje je imalo 52 stanovnika.